# خوتکای بال‌سبز
خوتکای بال‌سبز (نام علمی: Anas carolinensis) نام یک گونه از سرده انس است.